# Plan Hidrológico Nacional
Beim Plan Hidrológico Nacional handelt es sich um ein spanisches, vom Partido Popular unter Führung von José María Aznar erstelltes Projekt zur Versorgung der südlichen Provinzen Valencia und Murcia unter dem Kampagnennamen Agua para todos, das in der Legislaturperiode 2000–2004 verabschiedet wurde.
Der Plan besteht darin, die Trinkwasserversorgung des Südens mittels Aquädukten, die Wasser aus dem Norden vom Ebro in den Süden bringen sollten, zu gewährleisten. Dadurch könnten unter anderem ökologische Probleme im Ebro-Delta hervorgerufen werden, einem der größten Feuchtbiotope in Europa. Weiter scheint es so, dass von der PP-Regierung andere Optionen wie Meerwasserentsalzungsanlagen und Wassersparmaßnahmen nicht in Betracht gezogen wurden.
Die Regierung unter José Luis Rodríguez Zapatero (PSOE) hatte den Plan dann mittels Dekret annulliert und 2005 ein neues Projekt entworfen, das den Bau von Desalinierungs-Anlagen an der Küste vorsieht. Dies stieß allerdings auf den Widerstand der PP-regierten Region Murcia, der die Kosten für das entsalzte Wasser zu hoch waren. Die mit 1,5 Mrd. Euro von der EU geförderten 17 Entsalzungsanlagen waren daher 2011 nur zu 16,45 % ihrer Kapazität ausgelastet.
In Valencia und Murcia, aber auch anderen südlichen Regionen, besteht vor allem im Sommer häufig eine große Wasserknappheit. Große Verbraucher sind der Tourismus und vor allem die Landwirtschaft, schlechte Anlagen vergrößern zudem den Wasserverlust. Das Wasser für die Landwirtschaft wird teilweise stark subventioniert, was Anreiz zu übermäßigem Verbrauch gibt. Die Bewässerung ist ineffizient: Weit verbreitet sind Sprühberegnungsanlagen, bei denen ein großer Teil des Wassers verdunstet, bevor es auf den Boden gelangt.

## Agua para todos
Unter dem Slogan „Agua para todos“ (Spanisch: Wasser für alle) wurde eine Kampagne der Region und der Stadt Murcia in Spanien für den Plan Hidrológico Nacional (PHN) ins Leben gerufen. Dies war eine Reaktion auf einen Streit zwischen den spanischen Regionen: Der Código Civil Español sichert den wasserarmen Regionen Spaniens die Unterstützung der wasserreichen Regionen (wie z. B. Katalonien) zu. Diese stellen sich jedoch gegen das vom Partido Popular erstellte Projekt Plan Hidrológico Nacional (PHN), der den Bau eines Aquädukts vom Ebro nahe Saragossa zum Speichersee des Río Segura vorsieht, da es dadurch zu einer ökologischen Katastrophe im Ebrodelta kommen könnte. Ihr Vorwurf an die Region Murcia ist, dass es dort genügend Wasser zu geben scheint, wenn es möglich ist, in der Halbwüste Gemüse anzubauen und Golfplätze anzulegen. Dies schürt den Hass der traditionell Gemüse produzierenden Region, die im innerspanischen Vergleich auch als touristisch unterentwickelt gilt.